# Balogh László (politikus, 1957)
Balogh László (Kalocsa, 1957. május 30. –) magyar politikus, országgyűlési képviselő (MDF, független), a Magyar Demokrata Fórum alapítóinak egyike Lakiteleken 1988-ban. A Kereszténydemokrata Néppárt szegedi közgyűlési frakciójának tagja.

## Életpályája

### Iskolái
1975-ben a kalocsai Dózsa György Mezőgazdasági Szakközépiskolában érettségizett, mint mezőgazdász. 1975–1981 között a Római Katolikus Hittudományi Akadémia hallgatója volt.

### Pályafutása
Bátyán nőtt fel. Eleinte áruházi eladóként dolgozott. 1978–1979 között a kalocsai fiúnevelő intézet nevelőtanára volt. 1979–1981 között felvásárlási vezető és szállításvezető volt. 1979–1988 között szamizdatokat jelentetett meg saját illegális nyomdájában. 1981–1982 között egy szegedi fémipari szövetkezetben betanított munkásként dolgozott. 1982–1996 között a Magyar Televízió szegedi stúdiójában segédoperatőr és operatőr volt. 1989–1990 között a kelet-közép-európai eseményeket filmezte. 2006-tól a Magyar Televízió Közalapítvány kuratóriumának elnökségi tagja (KDNP), 2007-től elnökhelyettese. 

### Politikai pályafutása
1985. október 22-én részt vett Lakiteleken az Antológia-konferencián, majd a második lakiteleki találkozón is, így alapító tagja a Magyar Demokrata Fórumnak. 1988-tól a Magyar Demokrata Fórum tagja. 1990–1998 között, valamint 2006-tól szegedi önkormányzati képviselő (1990–1998: MDF; 2006-: Fidesz-KDNP). 1990–1998 között frakcióvezető volt. 1994-ben és 2006-ban országgyűlési képviselőjelölt volt (MDF és Fidesz). 1994–1998 között az MDF szegedi városi elnöke volt. 1998-tól az MDF Csongrád megyei elnöke. 1998–2004 között a Költségvetési és pénzügyi bizottság, valamint a Kulturális és sajtóbizottság tagja volt. 1998–2006 között országgyűlési képviselő (Szeged, 1998–2004: MDF; 2004–2006: Független) volt. 1999–2000 között részt vett az olajügyeket kivizsgáló parlamenti bizottságban. 1999–2003 között az MDF országos elnökségi tagja volt. 2002-ben a Rendészeti bizottság tagja volt. 2002–2004 között az Országgyűlés jegyzője volt. 2004–2006 között a Külügyi bizottság és az Egészségügyi bizottság tagja volt. 2010 óta a Közszolgálati Közalapítvány Kuratórium elnöke. 

## Családja
Szülei: Balogh László és Sáfrán Mária voltak.

## Díjai
- A Magyar Érdemrend lovagkeresztje (2022)[2]